# 전환 시험
전환 시험 (轉換試驗)은 현상 유지 편향 현상을 줄이기 위한 발견법 시도이다.

## 전환 시험
전환 시험은 닉 보스트롬과 토비 오드가 인간 강화의 생명윤리학의 맥락에서 소개되었다. 인간이 불합리한 현상의 편견을 겪을 수 있다는 점을 감안할 때, 인간의 특성에 제안된 증가에 대한 유효한 비판과 변화에 대한 저항에 의해서만 자극받은 비판을 어떻게 구별할 수 있는가? 전환 시험은 형질이 감소되면 좋은 일이 될 것인지를 묻는 것으로 이를 시도한다;
"전환 시험: 특정 매개 변수를 변경하라는 제안이 전반적인 결과에 나쁜 영향을 줄 것으로 생각되면 같은 매개 변수를 반대 방향으로 변경하라. 이것이 전체적인 결과가 나쁜 것으로 생각된다면, 이 결론에 도달한 사람들은 이 매개 변수의 변경을 통해 우리의 입장을 개선할 수 없는 이유를 설명해야 한다. 그들이 그렇게 할 수 없다면, 우리는 그들이 현상 유지 편견을 겪고 있다고 의심할 이유가 있다." (p. 664)
이상적으로 이 시험은 현상 유지가 초기 판단에서 중요한 인과 관계 요소인지 여부를 밝혀내는 데 도움이 된다.
외상적 기억에 내성을 지닌 외계인이 외상성 "기억 증진"을 채택해야 하는지 상상하면서, 외상적 기억을 약화시키는 것과 관련한 유사한 사고 실험이 애덤 J. 콜버에 의해 기술되었다. 노직의 경험 기계 사고 실험 (현재의 삶 전체가 모의실험으로 표시되고 현실로 돌아 오기 위해 제공되는 곳)에 대한 반박인 "현실로의 여행"은 또한 전환 시험의 한 형태로 볼 수 있다.